# 17472 Діна
17472 Ді́на (17472 Dinah) — астероїд головного поясу, відкритий 17 березня 1991 року.
Тіссеранів параметр щодо Юпітера — 3,551.